# Линд, Анна
Илве Анна Мария Линд (швед. Ylva Anna Maria Lindh, 19 июня 1957 — 11 сентября 2003) — шведский политик, член Социал-демократической партии, министр иностранных дел Швеции с 1998 по 2003 годы.

## Биография
Анна Линд родилась в 1957 году в стокгольмском районе Эншеде. В политическую жизнь включилась уже в 12 лет, участвуя в акциях протеста против Вьетнамской войны и работе Шведской социал-демократической молодёжной лиги. В 1982 году окончила юридический факультет Уппсальского университета со степенью бакалавра и в тот же год была избрана в Парламент. В 1984 она возглавила молодёжную лигу Социал-демократической партии Швеции, а в период с 1991 по 1994 год являлась членом городского совета Стокгольма.
В 1994 году Линд заняла пост министра по защите окружающей среды в правительстве Ингвара Карлссона, а в 1998 новый премьер-министр страны, Йоран Перссон, назначил её на должность министра иностранных дел. Линд выступала с осуждением политики Соединённых Штатов в Ираке, а также критиковала политику правительств Ариэля Шарона и Сильвио Берлускони. В то же время она была активным сторонником расширения ЕС и высказывалась за вступление Швеции в Европейский Союз и в зону евро.
Анна Линд была замужем, у неё осталось двое сыновей.

### Гибель
10 сентября 2003 года в супермаркете в центре Стокгольма на Анну Линд было совершено покушение. Нападавший нанёс ей несколько ударов ножом, после чего скрылся. Линд была доставлена в Каролинскую больницу, где врачи на протяжении нескольких часов боролись за её жизнь. Однако ранним утром 11 сентября она скончалась от полученных ран. 

## Фонд памяти Анны Линд
Фонд памяти Анны Линд (Anna Lindhs Minnesfond) ежегодно присуждает премию  за «храбрость, в борьбе с безразличием, предубеждением, притеснением и несправедливостью, за хорошую жизнь для всех людей в окружающей среде, уважением к правам человека.»

### Лауреаты
- 2004: Амира Хасс, журналист (Израиль)
- 2005: Tostan и ассоциация Анны Линд (Сенегал)
- 2006: Татьяна Ревяко[бел.] (Беларусь)
- 2008: Кхин Омар[англ.] (Мьянма)
- 2009:  Мохамед Нашид (Мальдивы)
- 2010: Жан Зару[швед.] (ПНА)
- 2011: Centre for Liberian Assistance (Либерия)
- 2012: Center for Roma Initiatives (Черногория)
- 2013: Мадлен Олбрайт (США)
- 2014: Бохра Белхадж Хмида[англ.], защитница прав человека (Тунис)
- 2015: Лесли Удвин[англ.], режиссер документального кино (Великобритания), и Камила Салазар Атиас (Camila Salazar Atías), криминолог (Швеция)
- 2016: Светлана Залищук, парламентарий (Украина)
- 2017: Мина Деннерт[швед.], писатель и журналист, (Швеция)
- 2018: Эрен Кескин, адвокат по правам человека, (Турция)
- 2019: Сесилия Удден[англ.], иностранный корреспондент (Швеция)
- 2020: Мэри Джеймс Джилл[англ.], политик (Пакистан)
- 2021: Ольга Перссон[англ.], политолог (Швеция)
- 2022: Наджва Алими[англ.], журналистка (Афганистан), и Джамиля Афгани, активистка в сфере образования (Афганистан)
- 2023: Светлана Тихановская, политик (Беларусь)
- 2024: Ингрид Карлберг, писательница и журналистка (Швеция)
- 2025: Лариса Фесенко, директриса и учительница английского языка лицея в посёлке Лесная Стенка Харьковской области (Украина)